# Cathédrale Sainte-Sophie de Tobolsk
Cette  cathédrale n’est pas la seule cathédrale Sainte-Sophie.
La cathédrale Sainte-Sophie ou cathédrale de la Dormition-Sainte-Sophie (en russe : Софи́йско-Успе́нский кафедра́льный собо́р) est un édifice religieux situé dans la ville de Tobolsk en Sibérie occidentale, en Russie. C'est une des plus anciennes cathédrales de Sibérie. Elle fait partie de l'ensemble du kremlin de Tobolsk, l'unique kremlin se trouvant à l'est de l'Oural,en Russie.

## Histoire
La pose de la première pierre de l'église Sainte-Sophie a eu lieu en 1681, mais la construction proprement dite n'a débuté qu'en 1683, après l'arrivée de maîtres maçons dirigés par Guerassime Charypine et Ganka Tioutine. C'est la cathédrale  de l'Ascension du kremlin de  Moscou (en) (détruite par le pouvoir soviétique en 1929) qui a été prise comme modèle. La construction se poursuivit de 1683 à 1686. En 1684, durant les travaux la coupole principale de l'édifice s'effondre. Mais cela n'empêche pas sa consécration en 1683.
Dès 1920 la cathédrale est fermée au culte après la révolution d'Octobre, et en 1922, tous les biens de valeur appartenant à l'église sont confisqués au profit de l'État. Dans les années 1930, l'organisation « Union et Pain » utilise les bâtiments comme grenier à blé jusqu'au début de la Seconde Guerre mondiale. Après la guerre, le bâtiment reste vide jusqu'en 1961 puis est donné au musée-réserve de Tobolsk. En 1980, la restauration de la cathédrale est à nouveau entreprise.

## Renaissance de la cathédrale
En 1989, en vertu du décret du Conseil des affaires religieuses auprès du Conseil des ministres de l'URSS, le patrimoine de la cathédrale est rendu à l'Église orthodoxe russe. Les travaux de restauration suivent rapidement. En 1994, ces travaux du bâtiment principal sont terminés et le 26 juin la cathédrale est consacrée par le patriarche de Moscou et de toutes les Russies Alexis II de Moscou, lors d'une célébration concélébrée avec les évêques et les prêtres. La cathédrale est rattachée à l'éparchie de Tobolsk et de Tioumen. La cathédrale est également le principal édifice religieux du séminaire de Tobolsk. En 2004 une nouvelle campagne de restauration est entreprise et se termine en 2012. Le 22 juin 2014, le Patriarche Cyrille de Moscou célèbre l'office de la fête de tous les Saints de Russie. Au cours de cet office, Nicanor Anfilatov est ordonné évêque de Ienisseï et de Lessossibirsk.

## Galerie

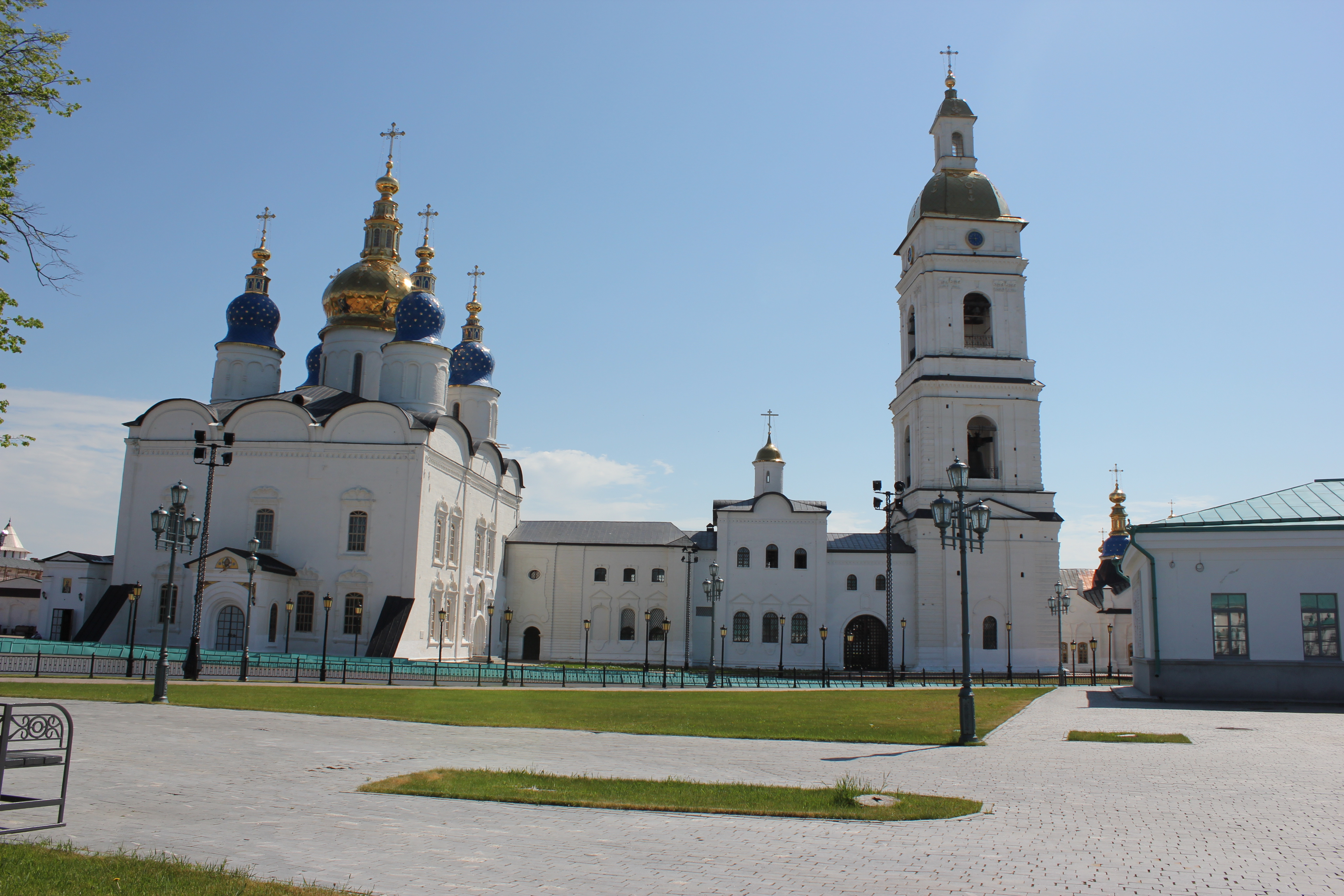
La cathédrale et le clocher
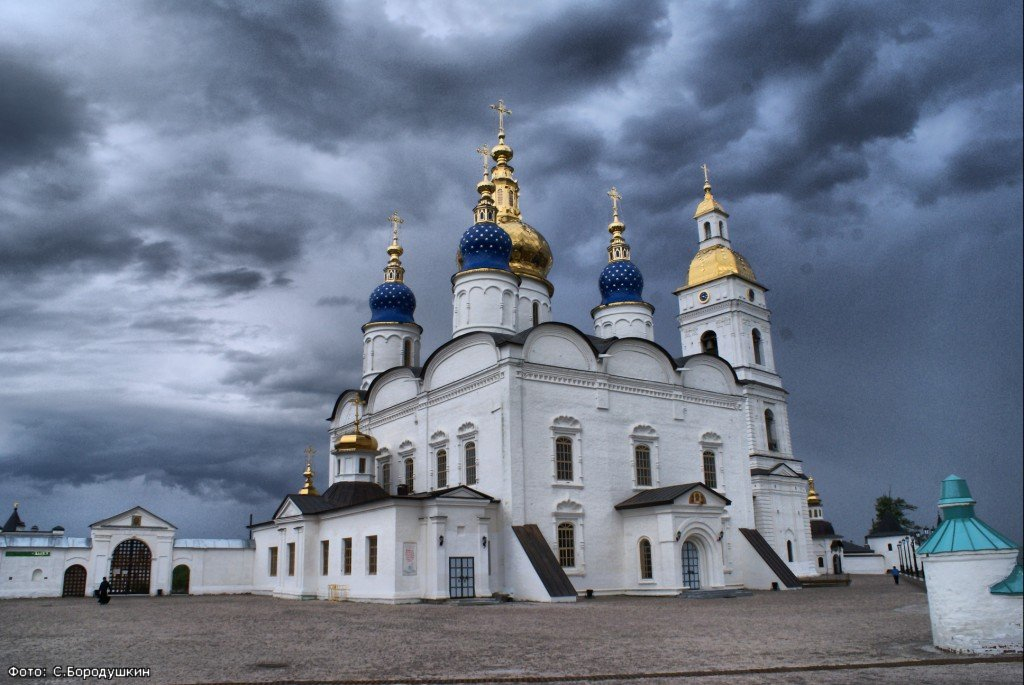
vue d'ensemble